# Brahmina reichenspergeri
Brahmina reichenspergeri är en skalbaggsart som beskrevs av Vladimir Balthasar 1956. Brahmina reichenspergeri ingår i släktet Brahmina och familjen Melolonthidae. Inga underarter finns listade.